# Симарро Лакабра, Луис
Луи́с Сима́рро Лака́бра (исп. Luis Simarro Lacabra; 4 ноября 1851, Рим — 19 июня 1921, Мадрид) — испанский гистолог и невролог.

## Биография

### Детство и юность
Луис Симарро родился в Риме, где его отец, валенсийский художник Рамон Симарро Ольтра выполнял заказ на написание портретов. В 1855 году чета Симарро вернулась из Рима в свой родной город Хативу, где отец семейства вскоре умер от туберкулёза. Его вдова, поэтесса из Аликанте Сесилия Лакабра Ламас в тот же год покончила жизнь самоубийством, прыгнув с крыши во внутренний двор дома, держа на руках трёхлетнего Луиса, из-за чего он остался на всю жизнь хромым.
После смерти родителей он был отдан на попечение своему дяде по материнской линии, который через несколько лет отправил Луиса учиться в колледж Сан-Пабло в Валенсии. Здесь он познакомился с журналистом и преподавателем латыни Висенте Бошем, который порекомендовал ему перейти в колледж Сан-Рафаэль, чтобы начать там изучение естественных наук. Симарро последовал его совету, однако вскоре верующие преподаватели исключили его за чтение трудов Чарльза Дарвина.

### Политический активизм
После изгнания он поступил на медицинский факультет Валенсийского университета, где сразу же получил приглашение вести лекции по гигиене труда от писателя и республиканца Висенте Бласко. Вскоре Симарро и сам стал сторонником смены режима, примкнув к валенсийской ячейке республиканцев, в которой уже состояли его друг Висенте Бош и ректор его университета Эдуардо Перес Пухоль. Настоящим испытанием для него стали события июля 1873 года, во время которых он был назначен казначеем революционной хунты, что привело к конфликту с обучавшими его, профессорами консервативных взглядов и переводу Симарро для завершения обучения в Центральный университет в Мадриде.

### Карьера учёного
В 1875 году он получил докторскую степень по медицине, защитив диссертацию на тему эволюционных и монистических идей о природе организмов как основе гигиены. После этого он устроился профессором гигиены в медицинскую школу, созданную врачом и антропологом Педро Гонсалесом де Веласко, где расширил свои познания в гистологии, благодаря помощи Аурелиано Маэстре.
В 1876 году Симарро основал собственное бесплатное учебное заведение, где лично преподавал физику и естественные науки. Через год он устроился на работу в Больницу Принцессы, где в качестве первого внештатного врача отвечал за отделение гистологии и физиологии. Через три месяца ему доверили управление психиатрической больницей Санта-Исабель в Леганесе, которую он возглавлял вплоть до 1880 года, когда ему пришлось покинуть этот пост из-за конфликта с религиозными деятелями в составе руководства клиники.
Следующие пять лет Симарро провёл в Париже, где помимо работы с Жаном Мартеном Шарко и Матиасом-Марией Дювалем в больнице Сальпетриер, он под руководством Луи Антуана Ранвье изучил технику окрашивания нервной ткани по методу Гольджи. Кроме получения новых знаний по нейрогистологии, в Париже он вошёл в ряды масонов и познакомился с бывшим главой Первой Испанской Республики Николасом Сальмероном.
Вернувшись в Мадрид, он поделился знаниями о методе Гольджи и изобретённым самим Симарро фотографическом методе окрашивания нервной ткани с гистологом Сантьяго Рамоном, который через десять лет после этого получил Нобелевскую премию за работу в этом направлении.